# كوديري (ساسكاتشوان)
كوديري (بالإنجليزية: Coderre, Saskatchewan)‏ هي قرية تقع في كندا في Rodgers No. 133, Saskatchewan. يقدر عدد سكانها بـ 104 نسمة ومساحتها 0.85 كم2 .

## المناخ
يظهر الجدول التالي التغييرات المناخية على مدار السنة لكوديري:
| البيانات المناخية لـكوديري        | البيانات المناخية لـكوديري | البيانات المناخية لـكوديري | البيانات المناخية لـكوديري | البيانات المناخية لـكوديري | البيانات المناخية لـكوديري | البيانات المناخية لـكوديري | البيانات المناخية لـكوديري | البيانات المناخية لـكوديري | البيانات المناخية لـكوديري | البيانات المناخية لـكوديري | البيانات المناخية لـكوديري | البيانات المناخية لـكوديري | البيانات المناخية لـكوديري |
| الشهر                             | يناير                      | فبراير                     | مارس                       | أبريل                      | مايو                       | يونيو                      | يوليو                      | أغسطس                      | سبتمبر                     | أكتوبر                     | نوفمبر                     | ديسمبر                     | المعدل السنوي              |
| --------------------------------- | -------------------------- | -------------------------- | -------------------------- | -------------------------- | -------------------------- | -------------------------- | -------------------------- | -------------------------- | -------------------------- | -------------------------- | -------------------------- | -------------------------- | -------------------------- |
| الدرجة القصوى °م (°ف)             | 13 (55)                    | 19 (66)                    | 22 (72)                    | 32.2 (90.0)                | 37 (99)                    | 41.5 (106.7)               | 39 (102)                   | 38.9 (102.0)               | 38 (100)                   | 33 (91)                    | 23.5 (74.3)                | 12.5 (54.5)                | 41.5 (106.7)               |
| متوسط درجة الحرارة الكبرى °م (°ف) | −8.6 (16.5)                | −4.6 (23.7)                | 2.1 (35.8)                 | 11.7 (53.1)                | 18.7 (65.7)                | 23.3 (73.9)                | 26.1 (79.0)                | 25.7 (78.3)                | 19.2 (66.6)                | 12.1 (53.8)                | 0.8 (33.4)                 | −5.9 (21.4)                | 10 (50)                    |
| المتوسط اليومي °م (°ف)            | −14.5 (5.9)                | −10.4 (13.3)               | −4 (25)                    | 4.7 (40.5)                 | 11.3 (52.3)                | 16.1 (61.0)                | 18.5 (65.3)                | 17.7 (63.9)                | 11.5 (52.7)                | 4.8 (40.6)                 | −4.8 (23.4)                | −11.8 (10.8)               | 3.3 (37.9)                 |
| متوسط درجة الحرارة الصغرى °م (°ف) | −20.3 (−4.5)               | −16.3 (2.7)                | −10 (14)                   | −2.3 (27.9)                | 3.9 (39.0)                 | 8.8 (47.8)                 | 10.9 (51.6)                | 9.8 (49.6)                 | 3.7 (38.7)                 | −2.5 (27.5)                | −10.4 (13.3)               | −17.7 (0.1)                | −3.5 (25.7)                |
| أدنى درجة حرارة °م (°ف)           | −41.7 (−43.1)              | −42 (−44)                  | −40.6 (−41.1)              | −30 (−22)                  | −15 (5)                    | −5 (23)                    | 1.1 (34.0)                 | −1.5 (29.3)                | −13.3 (8.1)                | −23 (−9)                   | −35.6 (−32.1)              | −42 (−44)                  | −42 (−44)                  |
| الهطول مم (إنش)                   | 16 (0.6)                   | 14 (0.6)                   | 19.3 (0.76)                | 20.9 (0.82)                | 51.7 (2.04)                | 65.1 (2.56)                | 64.4 (2.54)                | 39.3 (1.55)                | 36.2 (1.43)                | 18.7 (0.74)                | 13.3 (0.52)                | 18.4 (0.72)                | 377.3 (14.85)              |
| المصدر: Environment Canada        |                            |                            |                            |                            |                            |                            |                            |                            |                            |                            |                            |                            |                            |